# Isoniazida
Isoniazida é um fármaco antibiótico, usado como primeira escolha no tratamento da tuberculose. É menos tóxico, mais eficaz e mais barato que seus similares e disponível em combinações.

## Indicações
É utilizado para tratamento da tuberculose sempre associado a outros antibióticos como rifampicina, etambutol e pirazinamida. Deve ser usado em doses de 300 mg/dia para adultos ou 10 mg/kg para crianças por 6 meses a 1 ano. Pode ser usado também contra Mycobacterium avium e para reduzir tremores por esclerose múltipla.

## Mecanismo de ação
Inibe a uma série de enzimas que micobactérias necessidade de sintetizar ácido micólico impedindo a formação da parede celular das micobactérias. Inibe a Monoamina oxidase(MAO) e Diamino oxidase do plasma, mas não a MAO mitocondrial. Interfere com o metabolismo da tiramina e da histamina, podendo causar sufoco e dor após consumo de grande quantidade de tiramina.

## Farmacocinética
A isoniazida é administrada quase sempre por via oral, mas também pode ser administrada por via intramuscular. Após a administração oral, é rapidamente absorvida isoniazida, atingindo os níveis máximo no soro de 1-2 horas mais tarde. Alimentos diminuem a velocidade e extensão da absorção. A isoniazida é muito bem distribuída em todos os órgãos e tecidos e penetra as meninges inflamadas atingindo níveis terapêuticos no líquido cefalorraquidiano. Também atravessa a placenta e é distribuído para o leite materno. No fígado, a isoniazida é metabolizado por acetilação, resultando em metabolitos inativos. A semi-vida de eliminação é de 1 a 4 horas, dependendo do paciente é uma acetilação rápida ou lenta. No entanto, a sua meia-vida não afecta a eficácia do fármaco quando administrado como uma dose única diária. Aproximadamente 75% da droga é excretada na urina na forma inalterada isoniazida e metabolitos, enquanto que o restante é excretado nas fezes, saliva e expectoração.